# Aėro NT-54
Aėro NT-54 (Аэро НТ-54) è un film del 1925 diretto da Nikolaj Petrov.